# Regional District of Central Kootenay
Regional District of Central Kootenay är ett regionalt distrikt i provinsen British Columbia i Kanada. Det ligger i sydöstra delen av provinsen. Antalet invånare är 59 517 (år 2016) och ytan är 22 095 kvadratkilometer.
I Regional District of Central Kootenay finns följande kommuner:
- Castlegar
- Creston
- Kaslo
- Nakusp
- Nelson
- New Denver
- Salmo
- Silverton
- Slocan